# Амалія Зольмс-Браунфельська
Амалія Зольмс-Браунфельська (31 серпня 1602, Браунфельс, графство Зольмс-Браунфельс, Священна Римська імперія — 8 вересня 1675, Гаага, Голландська республіка) — принцеса Оранська за шлюбом зі штатгальтером Фредеріком Гендріком Оранським. Була політичною радницею свого чоловіка під час його правління, регенткою під час його хвороби у 1640—1647 роках та малолітства онука Вільгельма III у 1650—1672 роках.

## Ранні роки
Амалія народилася у Браунфельсі. Дочка графа Зольмс-Браунфельського Йоганна Альберта I та його дружини — графині Агнеси Зайн-Віттгенштайнської. Належала до династії Зольмс — німецького графського роду з безпосереднім підпорядкуванням імператорові. Дитинство пройшло у замку в місті Браунфельс.
Стала частиною двору Єлизавети Стюарт — дружини курфюрста Пфальцу Фрідріха V, який у 1619—1620 роках, під час чеського періоду Тридцятилітньої війни, був королем Богемії. Після того, як імперські сили завдали поразки Фрідріху V, Амалія втекла разом із вагітною королевою із Праги на захід. Дорогою їм відмовляли в притулку, оскільки імператор Фердинанд II заборонив це робити. У королеви Єлизавети почалися пологи, тож Амалія допомогла їй дістатися до замку Кюстрін, який належав принцові Моріцу Оранському.
Кінець їхньої подорожі був у Гаазі, де штатгальтер Моріц надав їм притулок у 1621 році. Вони часто з'являлися при його дворі, де молодший зведений брат Моріца Фредерік Гендрік закохався в Амалію в 1622 році. Амалія відмовилася бути коханкою Фредеріка Гендріка і вимагала шлюбу.
4 квітня 1625 року вони одружилися. 23 квітня того ж року Моріц помер, і згодом Фредерік Гендрік став принцом Оранським.

## Дружина штатгальтера

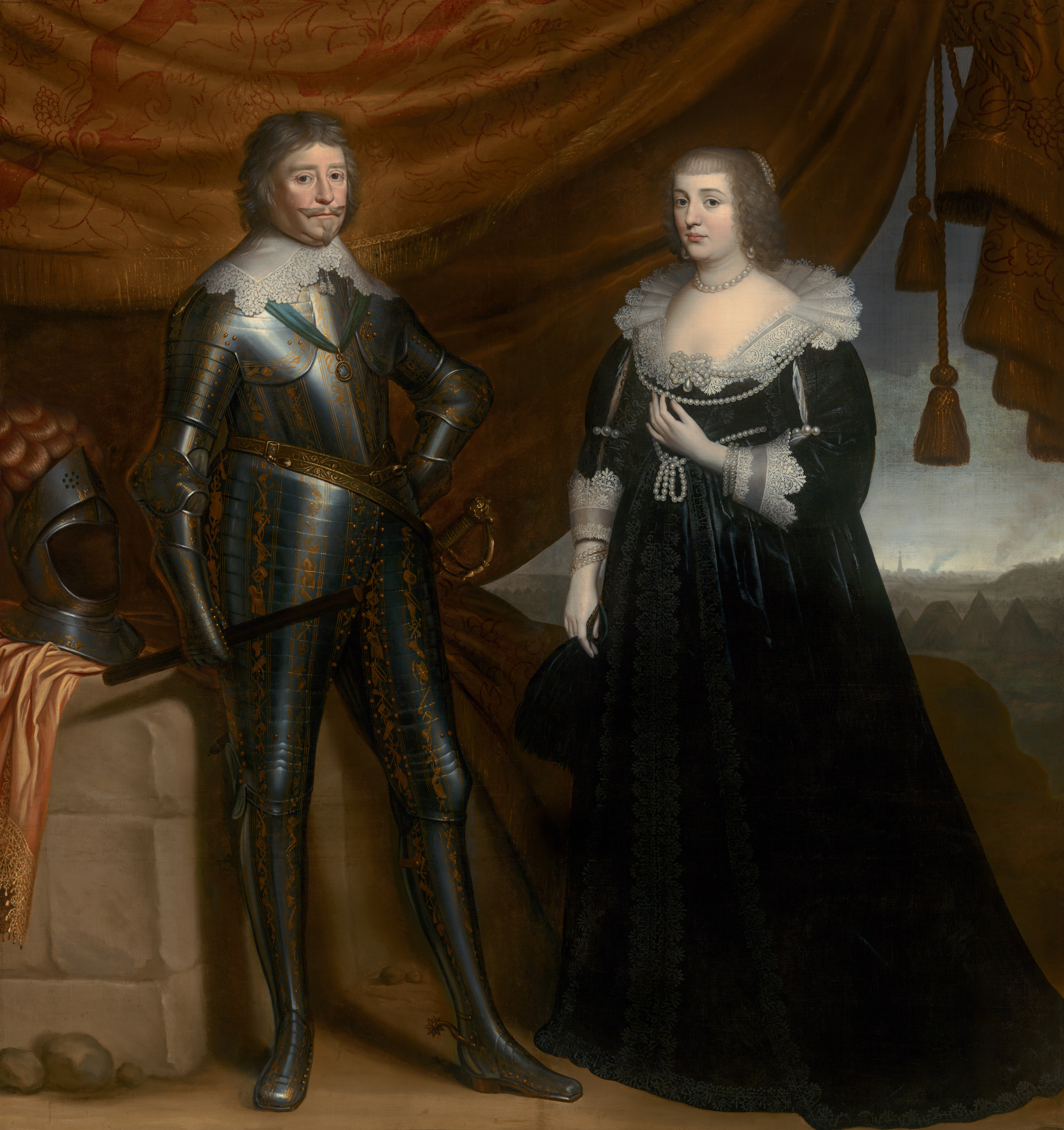
Із чоловіком. Герріт ван Гонтгорст, 1637—1638

Коли Фредерік Гендрік став штатгальтером після смерті свого зведеного брата, його вплив значно збільшився, як і вплив Амалії. Вони побудували кілька резиденцій, серед яких — палац Гейс-тен-Бос. Амалія колекціонувала предмети мистецтва і зібрала багато коштовностей, які передала своїм 4 дочкам.
Амалія ініціювала кілька монарших шлюбів, зокрема, шлюб свого сина Вільгельма, майбутнього штатгальтера Вільгельма II, з англійською принцесою Марією Генрієттою, а також своїх дочок із кількома німецькими принцами.

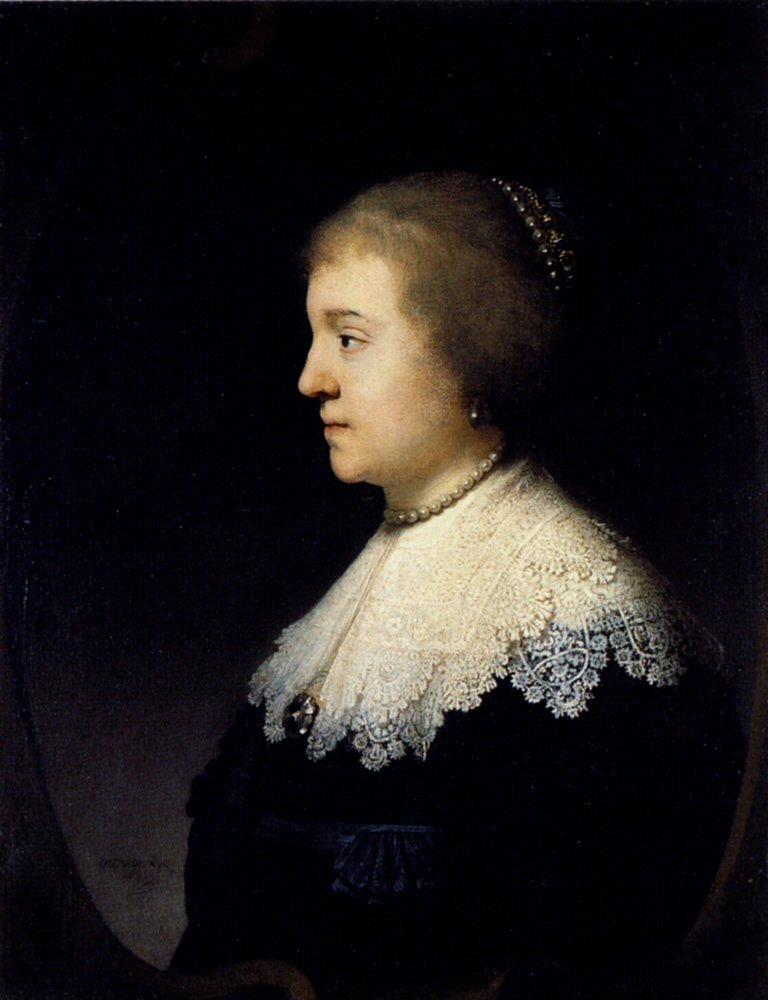
Робота Рембрандта ван Рейна, 1632

Стосунки між Амалією та Фредеріком Гендріком були щасливими. Вона була його політичним радником. З 1640 року штатгальтер страждав від подагри і, ймовірно, від одного з видів хвороби Альцгеймера. Тому відтоді і до його смерті у 1647 році Амалія виконувала обов'язки регентки, зустрічаючись з іноземними дипломатами та приймаючи рішення від імені Фредеріка Гендріка. Її вплив на прийняття політичних рішень визнавався, тому дипломати намагалися впливати на Амалію, даруючи їй подарунки. Ймовірно, Амалія вплинула на початок та хід переговорів, внаслідок яких був підписаний Мюнстерський мир 1648 року. Того ж року король Іспанії Філіп IV надав їй у володіння замок Тюрнгаут в Іспанських Нідерландах (нині — Бельгія).
1647 року її чоловік помер. Згодом парламент призначив принцом Оранським їхнього старшого сина — Вільгельма II.

## Регентство

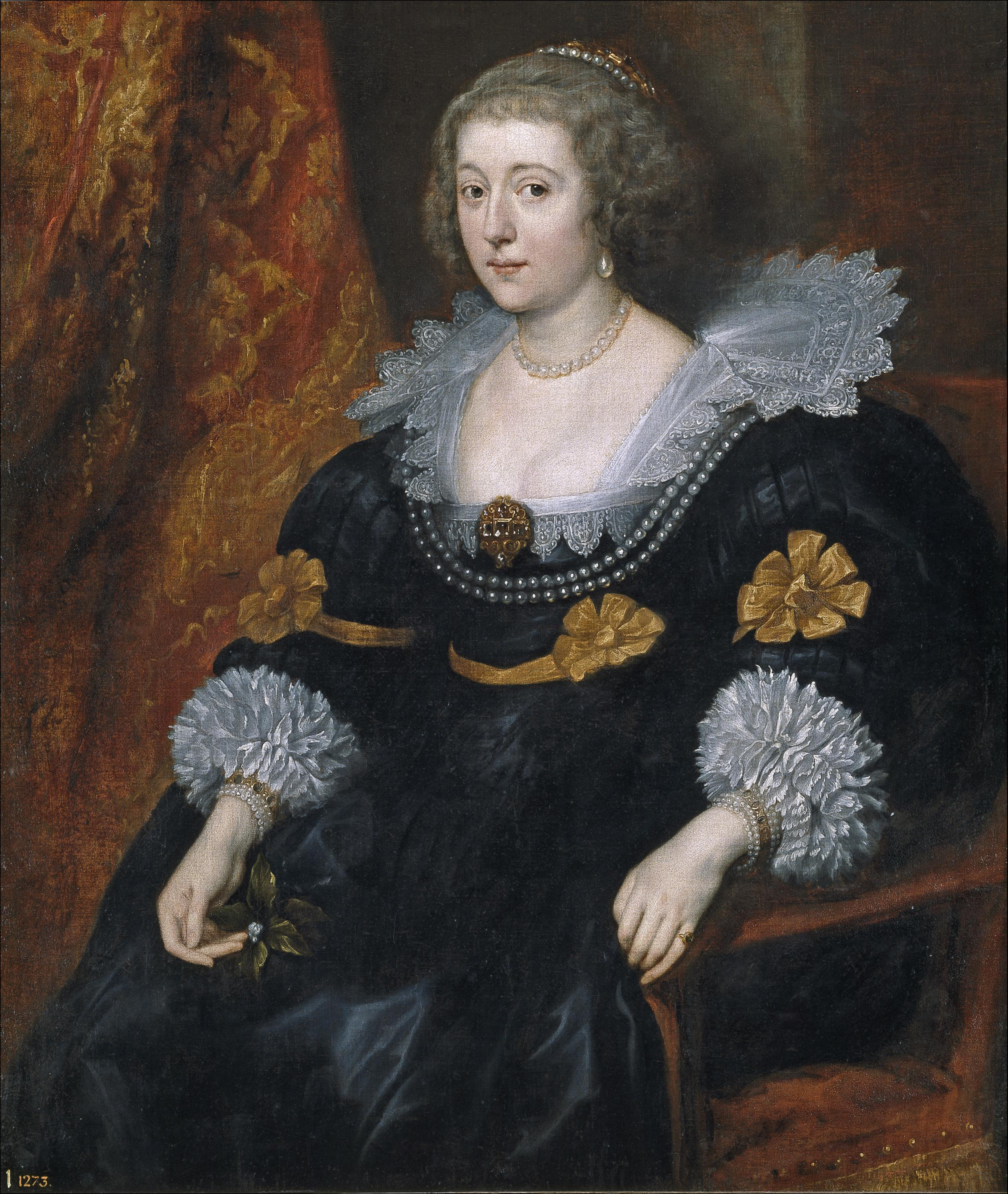
Робота Антоніса ван Дейка, 1631—1632

Після смерті сина Амалії у 1650 році престол перейшов до її онука Вільгельма III, який народився за 8 днів після того, як його батько помер від віспи. Між Амалією та її невісткою в цей час сталося кілька конфліктів, які стосувалися новонародженого принца. Марія Генрієтта мала намір назвати сина Карлом на честь короля Англії, страченого діда новонародженого, проте Амалія вирішила, що хлопчика назвуть Вільгельмом на честь батька, а окрім того, оскільки першим спадковим штатгальтером Нідерландів був Вільгельм I, а батько принца також хотів назвати сина цим ім'ям. Перемігши в суперечці за ім'я онука, Амалія зараз хотіла стати офіційним опікуном принца, посилаючись на те, що його мати була занадто молодою для цього. 13 серпня 1651 року Верховний суд Голландії та Зеландії вирішив, що право опікунства над принцом має бути поділене між Марією Генрієттою, її свекрухою Амалією та маркграфом Бранденбургу Фрідріхом Вільгельмом (чия дружина Луїза Генрієтта була старшою сестрою покійного Вільгельма II); маркграф був обраний як нейтральний опікун, що буде посередником між двома жінками, але також тому, що як можливий спадкоємець титулу принца Оранського він був зацікавлений у збереженні майна та коштів Оранської родини, адже Амалія побоювалася, що Марія Генрієтта їх розтратить.

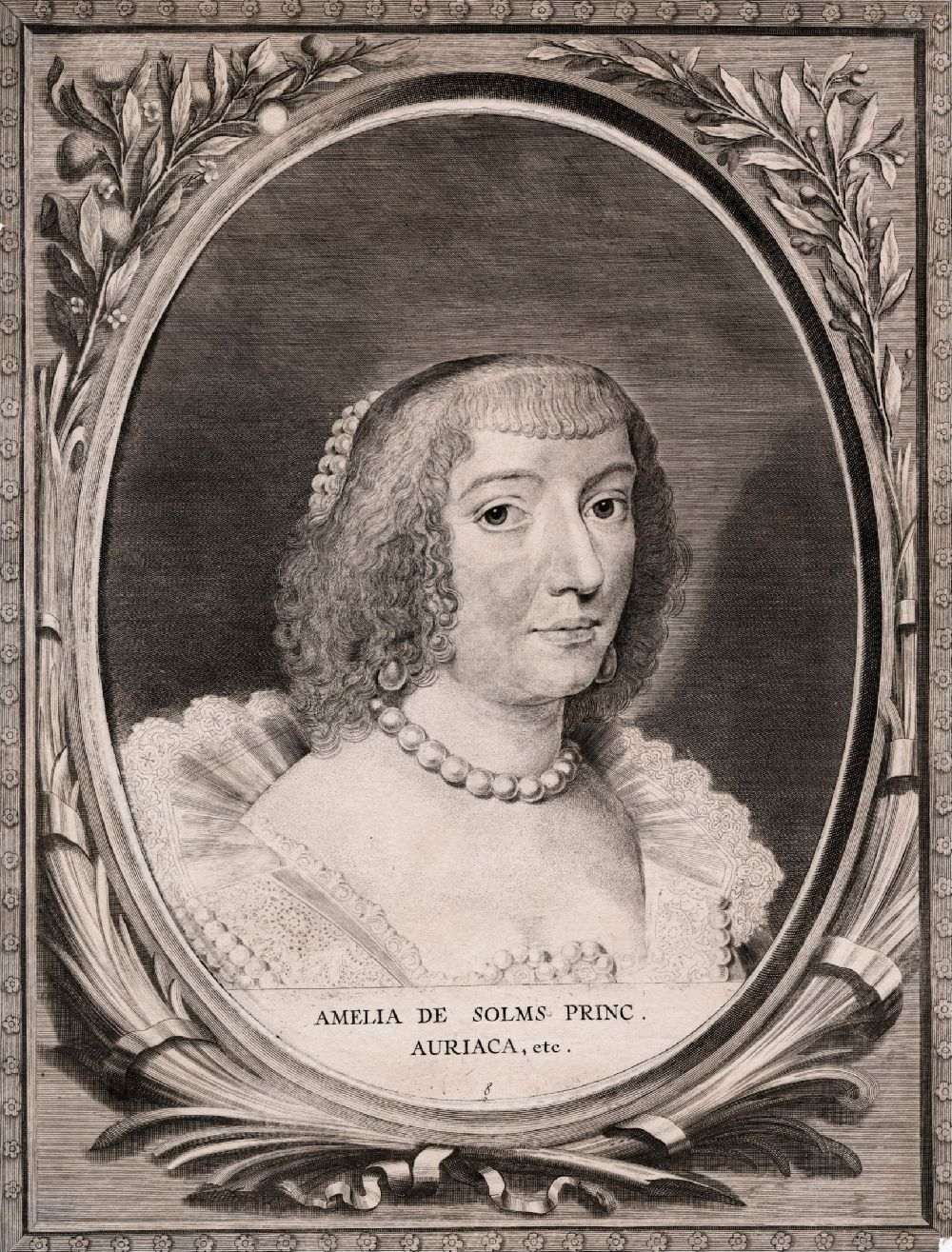
Гравюра Герріта ван Гонтгорста

Амалія мала гарні стосунки із великим пенсіонарієм Вітте де Віттом навіть після прийняття Вічного едикту, який повністю скасовував посаду штатгальтера. Після смерті Марії Генрієтти у 1660 році вона встановила де-факто одноосібне регентство над онуком. Протягом цього періоду вона проживала в палаці Нордейнде у Гаазі.
1672 року Регентська рада проголосила Вільгельма III повнолітнім, тож Амалію позбавили регентських прав. Того ж року вона стала свідком того, як її онук став правителем усіх нідерландських провінцій. Амалія померла у своєму палаці в Гаазі у 1675 році у віці 73 років. Похована в Новій церкві у місті Делфт.

## Діти

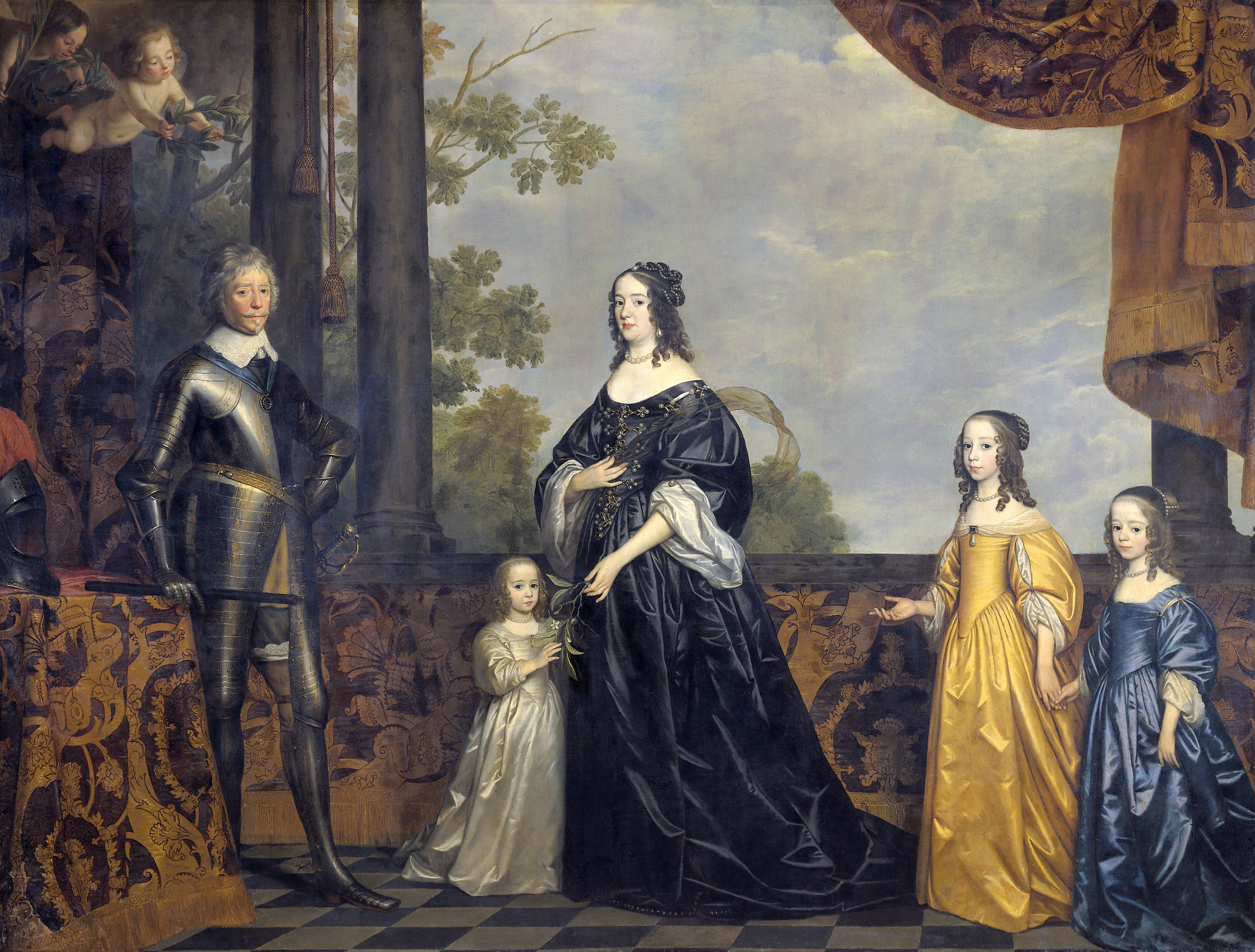
Родинний портрет. Зліва направо: штатгальтер Фредерік Гендрік, Марія Оранська, Амалія Зольмс-Браунфельська, Альбертіна Агнеса, Генрієтта Катерина. Робота Герріта ван Гонтгорста, 1647

- Штатгальтер Вільгельм II (1626—1650),одружений з Марією Генрієттою Стюарт
- Луїза Генрієтта Оранська (1627—1667) ∞ Фрідріх-Вільгельм, маркграф Бранденбургу
- Генрієтта Амалія (1628)
- Єлизавета (1630)
- Ізабелла Шарлотта (1632—1642)
- Альбертіна Агнеса Оранська (1634—1696) ∞ Віллем Фредерік, граф Нассау-Діцу
- Генрієтта Катерина Оранська (1637—1708) ∞ Йоганн Георг II, герцог Ангальт-Дессау
- Гендрік Лодевейк (1639)
- Марія Оранська (1642—1688) ∞ Людвіг Генріх Пфальц-Зіммернський

## Генеалогія
|  |                                      |  |  |  |  |  |  |  |  |  |  |  |  |
|  | Філіпп                               |  |  |  |  |  |  |  |  |  |  |  |  |
|  |                                      |  |  |  |  |  |  |  |  |  |  |  |  |
|  |                                      |  |  |  |  |  |  |  |  |  |  |  |  |
|  | Конрад                               |  |  |  |  |  |  |  |  |  |  |  |  |
|  |                                      |  |  |  |  |  |  |  |  |  |  |  |  |
|  |                                      |  |  |  |  |  |  |  |  |  |  |  |  |
|  | Графиня Анна Текленбурзька           |  |  |  |  |  |  |  |  |  |  |  |  |
|  |                                      |  |  |  |  |  |  |  |  |  |  |  |  |
|  |                                      |  |  |  |  |  |  |  |  |  |  |  |  |
|  | Йоганн Альбрехт I                    |  |  |  |  |  |  |  |  |  |  |  |  |
|  |                                      |  |  |  |  |  |  |  |  |  |  |  |  |
|  |                                      |  |  |  |  |  |  |  |  |  |  |  |  |
|  | Вільгельм I Нассау-Ділленбурзький    |  |  |  |  |  |  |  |  |  |  |  |  |
|  |                                      |  |  |  |  |  |  |  |  |  |  |  |  |
|  |                                      |  |  |  |  |  |  |  |  |  |  |  |  |
|  | Єлизавета Нассау-Ділленбурзька       |  |  |  |  |  |  |  |  |  |  |  |  |
|  |                                      |  |  |  |  |  |  |  |  |  |  |  |  |
|  |                                      |  |  |  |  |  |  |  |  |  |  |  |  |
|  | Юліана цу Штольберг                  |  |  |  |  |  |  |  |  |  |  |  |  |
|  |                                      |  |  |  |  |  |  |  |  |  |  |  |  |
|  |                                      |  |  |  |  |  |  |  |  |  |  |  |  |
|  | Амалія                               |  |  |  |  |  |  |  |  |  |  |  |  |
|  |                                      |  |  |  |  |  |  |  |  |  |  |  |  |
|  |                                      |  |  |  |  |  |  |  |  |  |  |  |  |
|  | Вільгельм I Зайн-Віттгенштайнський   |  |  |  |  |  |  |  |  |  |  |  |  |
|  |                                      |  |  |  |  |  |  |  |  |  |  |  |  |
|  |                                      |  |  |  |  |  |  |  |  |  |  |  |  |
|  | Людовик I                            |  |  |  |  |  |  |  |  |  |  |  |  |
|  |                                      |  |  |  |  |  |  |  |  |  |  |  |  |
|  |                                      |  |  |  |  |  |  |  |  |  |  |  |  |
|  | Графиня Йоганнетта Ізенбурзька       |  |  |  |  |  |  |  |  |  |  |  |  |
|  |                                      |  |  |  |  |  |  |  |  |  |  |  |  |
|  |                                      |  |  |  |  |  |  |  |  |  |  |  |  |
|  | Графиня Агнеса Зайн-Віттгенштайнська |  |  |  |  |  |  |  |  |  |  |  |  |
|  |                                      |  |  |  |  |  |  |  |  |  |  |  |  |
|  |                                      |  |  |  |  |  |  |  |  |  |  |  |  |
|  | Фредерік Магнус I                    |  |  |  |  |  |  |  |  |  |  |  |  |
|  |                                      |  |  |  |  |  |  |  |  |  |  |  |  |
|  |                                      |  |  |  |  |  |  |  |  |  |  |  |  |
|  | Графиня Єлизавета                    |  |  |  |  |  |  |  |  |  |  |  |  |
|  |                                      |  |  |  |  |  |  |  |  |  |  |  |  |
|  |                                      |  |  |  |  |  |  |  |  |  |  |  |  |
|  | Графиня Агнеса Відська               |  |  |  |  |  |  |  |  |  |  |  |  |
|  |                                      |  |  |  |  |  |  |  |  |  |  |  |  |
|  |                                      |  |  |  |  |  |  |  |  |  |  |  |  |